# Okres Westlich Raron
Okres Westlich Raron (francouzsky Rarogne occidental) je jedním ze 14 okresů v kantonu Valais ve Švýcarsku. Administrativním centrem okresu je obec Raron. Vzhledem k tomu, že okres vznikl vyčleněním z původního okresu Raron, má v současnosti status „polookresu“ (společně s druhým polookresem Östlich Raron).

## Poloha, popis
Rozloha okresu je 27,61 km². Obce okresu Westlich Raron jsou rozloženy na jih, ale především na sever od údolí Rhôny (Rotten). Údolí leží v nadmořské výšce zhruba 640 metrů. Severním směrem se okres rozkládá v údolí Lötschental podél řeky Lonza. Na konci údolí se hora Mittaghorn tyčí do výšky 3892 m.
Podél řeky okresem prochází hlavní silnice č. 9/E62. Souběžně s ní vede železniční trať.
Sousedními okresy jsou Östlich Raron, Goms na severovýchodě, Brig na východě, Visp na jihu a Leuk na západě. Na severu se nachází hranice s kantonem Bern.

## Seznam obcí
| Znak          | Název obce       | Počet obyvatel (31. 12. 2021) | Rozloha (km²) | Hustota zalidnění (obyv./km²) |
| ------------- | ---------------- | ----------------------------- | ------------- | ----------------------------- |
| Ausserberg    | Ausserberg       | 613                           | 15,01         | 41                            |
| Blatten       | Blatten          | 297                           | 90,51         | 7                             |
| Bürchen       | Bürchen          | 749                           | 13,42         | 56                            |
| Eischoll      | Eischoll         | 450                           | 14,09         | 32                            |
| Ferden        | Ferden           | 245                           | 27,92         | 9                             |
| Kippel        | Kippel           | 313                           | 11,68         | 27                            |
| Niedergesteln | Niedergesteln    | 740                           | 17,63         | 42                            |
| Raron         | Raron            | 1939                          | 30,37         | 64                            |
| Steg-Hohtenn  | Steg-Hohtenn     | 1661                          | 14,03         | 118                           |
| Unterbäch     | Unterbäch        | 478                           | 22,08         | 22                            |
| Wiler         | Wiler (Lötschen) | 563                           | 14,87         | 38                            |
| Celkem (11)   | Celkem (11)      | 7915                          | 271,61        | 29                            |